# Siku Quanshu
La Sìkù quánshū (四庫全書 "Tutti i libri delle quattro sezioni [della letteratura]") è la più grande collezione di libri di storia cinese, pubblicata nel 1773 e, probabilmente, una delle più ambiziose imprese editoriali nel mondo.

## Storia
La dinastia Qing progettò questa enorme opera editoriale con lo scopo di superare la Enciclopedia Yongle, realizzata dalla dinastia Ming nel 1403, la più grande enciclopedia del mondo sino a quel momento.

## Redazione
La redazione coinvolse un numero enorme di studiosi. La compilazione ha compreso 36.381 volumi (册) con più di 79.000 capitoli (卷), con circa 2,3 milioni di pagine, e 800 milioni di caratteri cinesi. Gli scrivani venivano ricompensati con posti da funzionari pubblici.

## Suddivisione
La collezione è divisa in quattro parti;
- jīng (经 "Classici"): testi classici cinesi;
- shǐ (史 "Storie"): le venticinque storie dinastiche ufficiali e la storiografia locale;
- zǐ (子 "Filosofi"): la filosofia, le arti, le scienze;
- jí (集 "Raccolte"): antologie di letteratura cinese.

I libri sono suddivisi in 44 categorie, tra cui lo studio di Confucio e Mencio, l'arte della guerra, la medicina e le arti. La collezione comprende la maggior parte dei testi cinesi, dalla dinastia Zhou alla dinastia Qing, che coprono tutti i settori del mondo accademico.

## Esemplari
Quattro esemplari furono destinati all'imperatore, ed erano custoditi nella Città Proibita, nell'Antico Palazzo d'Estate, a Shenyang e nella biblioteca Wenjin a Chengde. Tre copie supplementari per il pubblico furono depositate nelle biblioteche di Hangzhou, Zhenjiang, e Yangzhou. 
Tutti e sette i luoghi di custodia avevano ricevute anche le copie della precedente enciclopedia imperiale Gujin Tushu Jicheng (古今圖書集成 pinyin: Gǔjīn Túshū Jíchéng) (1725).
Le copie conservate in Zhenjiang e Yangzhou furono distrutte durante la rivolta di Taiping. Nel 1860, durante la Seconda Guerra dell'Oppio, la spedizione anglo-francese danneggiò la copia conservata presso l'Antico Palazzo d'Estate.

## Conservazione
Le attuali quattro copie sono conservate presso la Biblioteca nazionale della Cina a Pechino, il National Palace Museum di Taipei, la Biblioteca Provinciale del Gansu a Lanzhou, e la Biblioteca Provinciale del Zhejiang a Hangzhou.